# コリー・ストール
コリー・ストール（Corey Stoll, 1976年3月14日 - ）は、アメリカ合衆国の俳優。妻は女優のナディア・バワーズ。

## 来歴
ニューヨーク市マンハッタン区アッパー・ウエスト・サイドに生まれる。ユダヤ系。ニューヨーク大学大学院を卒業後、2001年に短編映画に出演。2003年、リンカーン・センター上演、ジャック・オブライエン演出《ヘンリー4世》でアンサンブルながらブロードウェイに初出演。
その後、『エイリアス』や『NUMBERS 天才数学者の事件ファイル』などの多くのテレビドラマにエピソード出演を始める。2005年には『スタンドアップ』で長編映画デビュー。2007年にはRoundabout Theatre Companyの制作でジョン・ヴァン・ドルーテン作《Old Acquaintance》(1940／『旧友』として映画化)のラッド役でブロードウェイに本格デビュー。
その後は、TVシリーズのゲスト、映画など大役を得るようになり多忙になか、リーエヴ・シュライバーとスカーレット・ヨハンソン主演で映画化を模索しながら実現できなかった企画を上演に置き換えたアーサー・ミラー作《橋からの眺め》A View from the Bridge のブロードウェイ・リヴァイヴァルにマルコ役で出演した(2009年12月29日プレビュー、2010年4月4日クローズ、トニー賞演劇再演賞候補などに)。
ヨハンソンをヒロインに映画を撮っていたウディ・アレンは、この公演が終わるや、ストールを『ミッドナイト・イン・パリ』(2011年)にキャスティングし、小説家アーネスト・ヘミングウェイを演じさせた。公開されるや話題の作品となり、2012年第27回インディペンデント・スピリット賞助演男優賞にノミネートされた。その撮影後、『LAW & ORDER:LA』で初めてTVシリーズにレギュラーとなるが、1シーズンで打ち切り。しかし、この後出演した『ハウス・オブ・カード 野望の階段』が大成功。アルコール中毒の政治家ピーター・ルッソを熱演し、ゴールデン・グローブ賞助演男優賞をはじめ数々の演技賞の候補となった。
2014年からはドラマシリーズ『ストレイン 沈黙のエクリプス』で主演を務めている。
2016年、2度目のアレン作品「Café Society」がカンヌ映画祭オープニング作品になったことで、アレン、共演のクリステン・スチュアート、ブレイク・ライヴリーらとカンヌ・レッドカーペットを歩いた。
2015年6月21日に、女優のナディア・バワーズ Nadia Bowers(ナポレオン最初の妻ジョゼフィーヌの子孫)と結婚し、10月に一児をもうけた。

## 主な出演作品

### 映画
| 公開年 | 邦題 原題                                                                 | 役名                                     | 備考                              | 吹き替え           |
| ------ | ------------------------------------------------------------------------- | ---------------------------------------- | --------------------------------- | ------------------ |
| 2001   | Okénka                                                                    |                                          | 短編映画                          | N/A                |
| 2005   | スタンドアップ North Country                                              | リッキー・セネット                       |                                   | 不明               |
| 2006   | ラッキーナンバー7 Lucky Number Slevin                                     | ソウル                                   |                                   | 不明               |
| 2007   | ナンバー23 The Number 23                                                  | バーンズ                                 |                                   | 不明               |
| 2009   | PUSH 光と闇の能力者 Push                                                  | エージェント・マック                     |                                   | 不明               |
| 2010   | ソルト Salt                                                               | シュナイダー                             |                                   | 木村雅史           |
| 2011   | ミッドナイト・イン・パリ Midnight In Paris                                | アーネスト・ヘミングウェイ               |                                   | 小山力也           |
| 2012   | ボーン・レガシー The Bourne Legacy                                        | ゼヴ・ヴェンデル                         |                                   | 宮内敦士           |
| 2014   | フライト・ゲーム Non-Stop                                                 | オースティン・ライリー                   |                                   | 野沢聡             |
| 2014   | ノーマル・ハート The Normal Heart                                         | ジョン・ブルーノ                         | テレビ映画                        | （吹き替え版なし） |
| 2014   | あなたを見送る7日間 This Is Where I Leave You                             | ポール・アルトマン                       | 日本劇場未公開                    | （吹き替え版なし） |
| 2014   | グッド・ライ 〜いちばん優しい嘘〜 The Good Lie                            | ジャック                                 |                                   | 荒井勇樹           |
| 2015   | ダーク・プレイス Dark Places                                              | ベン・デイ                               | 日本公開は2016年6月               | 中村和正           |
| 2015   | アントマン Ant-Man                                                        | ダレン・クロス / イエロージャケット      |                                   | 大川透             |
| 2015   | ブラック・スキャンダル Black Mass                                         | フレッド・ワイシャク                     |                                   | 椙本滋             |
| 2016   | カフェ・ソサエティ Café Society                                           | ベン                                     |                                   | （吹き替え版なし） |
| 2016   | ゴールド/金塊の行方 Gold                                                  | ブライアン・ウルフ                       |                                   | 青山穣             |
| 2018   | かもめ The Seagull                                                        | ボリス・アレクセーエヴィチ・トリゴーリン | 原作戯曲《かもめ》 日本劇場未公開 | N/A                |
| 2018   | ファースト・マン First Man                                                | バズ・オルドリン                         |                                   | 魚建               |
| 2018   | ジョン・デロリアン Driven                                                 | ベネディクト・ティーサ                   |                                   | （吹き替え版なし） |
| 2019   | ザ・レポート The Report                                                   | サイラス・クリフォード                   | 日本劇場未公開                    | 菊池康弘           |
| 2021   | ソプラノズ ニューアークに舞い降りたマフィアたち The Many Saints of Newark | コラード・“ジュニア”・ソプラノ           | 日本劇場未公開                    | 三瓶雄樹           |
| 2021   | ウエスト・サイド・ストーリー West Side Story                              | シュランク                               |                                   | 津田英佑           |
| 2023   | アントマン&ワスプ:クアントマニア Ant-Man and the Wasp: Quantumania        | ダレン・クロス / M.O.D.O.K               |                                   | 山野井仁           |
| 2023   | REBEL MOON: パート1 炎の子 Rebel Moon – Part One: A Child of Fire         | シンドリ                                 | Netflixオリジナル映画             | 松田健一郎         |
| 2024   | Justice League: Crisis on Infinite Earths – Part Three                    | レックス・ルーサー                       | 声の出演 DVDスルー                | N/A                |
| TBA    | Matchbox                                                                  |                                          | ポストプロダクション              |                    |

### テレビシリーズ
| 放映年     | 邦題 原題                                                            | 役名                                 | 備考                                                   | 吹き替え           |
| ---------- | -------------------------------------------------------------------- | ------------------------------------ | ------------------------------------------------------ | ------------------ |
| 2004       | CSI:科学捜査班 CSI: Crime Scene Investigation                        | Sex Shop Clerk                       | シーズン5第6話「青の衝撃」                             |                    |
| 2004       | チャームド〜魔女3姉妹〜 Charmed                                      | Demon                                | シーズン7第10話「化身の世界」                          |                    |
| 2004       | NYPDブルー NYPD Blue                                                 | マーティン                           | シーズン12第10話「The Dead Donald」                    |                    |
| 2005       | エイリアス Alias                                                     | サシャ                               | シーズン4第11話「無人攻撃ヘリ」                        |                    |
| 2005       | NUMBERS 天才数学者の事件ファイル Numb3rs                             | リーチャー捜査官                     | シーズン1第11話「セイバーメトリクス」                  |                    |
| 2005       | ER緊急救命室 ER                                                      | テディ・マーシュ                     | シーズン12第1話「再会と別れと」                        | 加門良             |
| 2005       | CSI:マイアミ CSI: Miami                                              | クレイグ・シーボーン                 | シーズン4第5話「ペントハウススウィートの情事」         |                    |
| 2006       | ロー&オーダー Law & Order                                            | ジェラルド                           | シーズン16第13話「心の闇」                             |                    |
| 2006       | WITHOUT A TRACE/FBI 失踪者を追え! Without a Trace                    | スティーヴ・グッドマン               | シーズン5第2話「キャンディ」                           |                    |
| 2006       | ザ・ユニット 米軍極秘部隊 The Unit                                   | ボビー                               | シーズン2第6話「過去からの手紙」                       |                    |
| 2006       | 交渉人 〜Standoff Stand Off                                          | ウェイン                             | 第5話「やまない狂気」                                  |                    |
| 2006-2007  | NCIS 〜ネイビー犯罪捜査班 NCIS: Naval Criminal Investigative Service | マーティン・クイン                   | 計3話出演                                              |                    |
| 2009       | ニューヨーク1973/LIFE ON MARS Life on Mars                           | ラッセル                             | 第11話「警察署 封鎖！」                                |                    |
| 2009       | グッド・ワイフ The Good Wife                                         | コリン・グラント                     | シーズン1第2話「正義のかたち」                         |                    |
| 2010-2011  | LAW & ORDER:LA Law & Order : Los Angeles                             | トーマス・“TJ”・ジャルザルスキー     | 計22話出演                                             | 松田健一郎         |
| 2013, 2016 | ハウス・オブ・カード 野望の階段 House of Cards                       | ピーター・ルッソ                     | 計11話出演                                             | 後藤ヒロキ         |
| 2014       | HOMELAND Homeland                                                    | サンディ・バックマン                 | シーズン4第1話｢誤算｣                                   | 宮内敦士           |
| 2014-2017  | ストレイン 沈黙のエクリプス The Strain                               | エフラム（エフ）・グッドウェザー博士 | 主演、計45話出演                                       | 咲野俊介           |
| 2016-2017  | GIRLS/ガールズ Girls                                                 | ディル・ハーコート                   | 計5話出演                                              | 大川透             |
| 2018       | ロマノフ家の末裔 〜それぞれの人生〜 The Romanoffs                    | マイケル・ロマノフ                   | 第2話「空しい望み」                                    | 小原雅人           |
| 2019       | DEUCE/ポルノストリート in NY The Deuce                               | ハンク                               | 計7話出演                                              | 井上和彦           |
| 2020       | Baghdad Central                                                      | Captain John Perodi                  | 計6話出演                                              | N/A                |
| 2020       | ラチェッド Ratched                                                   | チャールズ・ウェインライト           | Netflixオリジナルシリーズ 計3話出演                    | 咲野俊介           |
| 2020-2023  | ビリオンズ Billions                                                  | マイケル・プリンス                   | リカーリング（シーズン5）、メインキャスト（シーズン6） | 落合弘治           |
| 2021       | ある結婚の風景 Scenes from a Marriage                                | ピーター                             | ミニシリーズ                                           | 石田圭祐           |
| 2022-2023  | Pantheon                                                             | ジェイク ニュースアンカー            | 声の出演                                               | N/A                |
| 2023       | トランスアトランティック -世紀の亡命プロジェクト- Transatlantic      | Graham Patterson                     | Netflixオリジナルミニシリーズ 計7話出演                | （吹き替え版なし） |
| 2024       | トワイライト・オブ・ザ・ゴッズ 〜神々の黄昏〜 Twilight of the Gods   | フラフンケル                         | Netflixオリジナルアニメ 声の出演                       | 不明               |
| 2025       | ベター・シスター The Better Sister                                   | アダム・マッキントッシュ             | 計8話出演                                              | 山野井仁           |
| TBA        | Imperfect Women                                                      | Howard                               |                                                        |                    |